# Seinäjoen Hockey Team
Le Seinäjoen Hockey Team (SHT) est un club de hockey sur glace finlandais basé à Seinäjoki. Il évolue en Suomi-sarja.

## Historique
Il a été fondé en 1979.

## Palmarès
- Vainqueur de la Suomi-sarja: 2005.

## Anciens joueurs
- Justin Kinnunen